# Coenonympha paradoxa
Coenonympha paradoxa är en fjärilsart som beskrevs av Marcel Caruel 1944. Coenonympha paradoxa ingår i släktet Coenonympha och familjen praktfjärilar. Inga underarter finns listade i Catalogue of Life.